# Личинкоядови
Личинкоядовите (Campephagidae) са семейство птици от разред Врабчоподобни (Passeriformes).
Включва около 90 вида в 11 рода, разпространени в тропичните и субтропични гори на Африка, Азия и Австралазия. Размерите им варират от 16 сантиметра дължина и 6 – 12 грама маса при Pericrocotus cinnamomeus до 35 сантиметра дължина и 180 грама маса при Coracina caledonica. Хранят се главно с насекоми.

## Родове
Семейство Campephagidae – Личинкоядови
- Campephaga
- Campochaera
- Ceblepyris
- Celebesica
- Coracina
- Cyanograucalus
- Edolisoma
- Lalage
- Lobotos
- Malindangia
- Pericrocotus